# Liste der Herrscher namens Donald
Donald hießen folgende Herrscher:
Die ersten vier Donalds gehören der Sage an.
- Donald V. (Schottland), König (860–864)
- Donald VI. (Schottland), König (864?–900)
- Donald VII. (Schottland), König (1034–1040)
- Donald VIII. (Schottland), der Weise, König (1094–1098)